# Darius Johnson
Darius Johnson (Londen, 15 maart 2000) is een Engels profvoetballer die als linksbuiten voor Phoenix Rising speelt.

## Loopbaan
Johnson speelde in Engeland voor Rising Ballers, een opleidingsteam en online platform gericht op de grootste onontdekte talenten uit de regio Londen. Hij liep in mei 2019 stage bij Chelsea en de club wilde hem contracteren, maar dit was niet mogelijk vanwege een transferverbod dat door de FIFA was opgelegd aan The Blues.
In juli 2019 ging hij op proef bij FC Volendam, uitkomend in de Eerste divisie. Hij speelde één helft mee in de eerste oefenwedstrijd van het seizoen 2019/20 tegen VPV Purmersteijn (6-0). Johnson wist de technische staf te overtuigen en tekende eind juli een contract voor drie jaar bij de club. De aanvaller miste de eerste twee wedstrijden van het seizoen doordat hij nog niet speelgerechtigd was. Op 23 augustus 2019 maakte hij in een uitwedstrijd tegen De Graafschap zijn debuut in het betaalde voetbal.
Zijn contract bij FC Volendam liep af in de zomer van 2022, maar hij kwam het volgende seizoen weer uit voor het tweede elftal van de club, spelend in de Tweede Divisie. Hij verscheen ook als late invaller in de laatste twee wedstrijden van het seizoen voor het eerste team, wat voor Johnson zijn debuut in de Eredivisie was. In de eerste wedstrijd voor de voorbereiding van het seizoen 2023/24, tegen SVZW Wierden, was Johnson eenmaal trefzeker in de 1-6 overwinning. Johnson kwam dat seizoen 25 wedstrijden in actie (2 doelpunten), maar kon niet voorkomen dat FC Volendam uit de Eredivisie degradeerde. De club uit het vissersdorp kondigde in maart 2024 aan zijn aflopende verbintenis niet te verlengen. Dusdoende werd Johnson per 1 juli een transfervrije speler.
Op 22 augustus 2024 tekende Johnson een meerjarig contract bij Phoenix Rising, destijds spelend in de USL Championship.
Johnson is geboren in Engeland en heeft Grenadiaanse roots. Hij werd in september 2023 opgeroepen voor de nationale ploeg van Grenada voor een reeks wedstrijden in de CONCACAF Nations League 2023/24. Een jaar later speelde hij ook mee in kwalificatiewedstrijden voor het WK 2026. 

## Statistieken
| Club            | Seizoen         | Competitie      | Competitie | Competitie | Beker | Beker | Internationaal | Internationaal | Overig | Overig | Totaal | Totaal |
| Club            | Seizoen         | Divisie         | Wed.       | Dlp.       | Wed.  | Dlp.  | Wed.           | Dlp.           | Wed.   | Dlp.   | Wed.   | Dlp.   |
| --------------- | --------------- | --------------- | ---------- | ---------- | ----- | ----- | -------------- | -------------- | ------ | ------ | ------ | ------ |
| FC Volendam     | 2019/20         | Eerste Divisie  | 13         | 1          | 1     | 0     | —              | —              | 0      | 0      | 14     | 1      |
| FC Volendam     | 2020/21         | Eerste Divisie  | 8          | 0          | 1     | 0     | —              | —              | 0      | 0      | 9      | 0      |
| FC Volendam     | 2021/22         | Eerste Divisie  | 4          | 0          | 0     | 0     | —              | —              | 0      | 0      | 4      | 0      |
| FC Volendam     | 2022/23         | Eredivisie      | 2          | 0          | 0     | 0     | —              | —              | 0      | 0      | 2      | 0      |
| FC Volendam     | 2023/24         | Eredivisie      | 25         | 1          | 1     | 0     | —              | —              | 0      | 0      | 26     | 1      |
| Carrière totaal | Carrière totaal | Carrière totaal | 52         | 2          | 3     | 0     | —              | —              | 0      | 0      | 55     | 2      |